# Rue Cases-Nègres (film)
Pour les articles homonymes, voir Rue Cases-Nègres (homonymie).
Pour plus de détails, voir Fiche technique et Distribution.
Rue Cases-Nègres est un film français réalisé par Euzhan Palcy, sorti en 1983.
Il s'agit d'une adaptation du roman de Joseph Zobel La Rue Cases-Nègres publié en 1950. La réalisatrice martiniquaise a obtenu pour ce premier film de nombreux prix, dont le Lion d'Argent 1983 et le César de la meilleure première œuvre 1984.
Situé au début des années 1930 chez les ouvriers agricoles de la Martinique, le film montre le quotidien d'un enfant noir que sa grand-mère pousse à étudier au collège et que son instituteur aide à accéder au lycée. Le film débute à Rivière-Salée, un village d'ouvriers agricoles du Gouvernorat de Martinique, en août 1930. Il met en scène le combat d'une grand-mère, M'man Tine, afin que son petit-fils José, qu'elle élève seule, jouisse d'une bonne éducation et d'une instruction lui permettant de devenir fonctionnaire et, ainsi, lui éviter de travailler sa vie durant dans les champs de cannes à sucre. José est initié à la tradition et aux cultes des anciens par son ami Médouze, le vieux sage du village. Monsieur Roc l'instituteur sera un soutien constant pour le jeune garçon. La fin du film est placée à mi-mai 1931.

## Synopsis
José, le protagoniste, est un jeune garçon vivant dans une partie rurale de la Martinique dans les années 1930. Beaucoup de gens autour de lui, dont sa grand-mère, Ma'Tine, avec qui il vit, travaillent dans les champs de canne à sucre où ils sont harcelés et mal payés par le patron blanc. Ma'Tine est chroniquement malade, souffre de plusieurs épisodes cardiaques, mais continue de s'en remettre et continue son travail pour soutenir Jose.
José, un orphelin, a pour figure paternelle un homme âgé nommé Medouze qui aime lui raconter des histoires sur l'Afrique. José va à l'école sur l'insistance de sa grand-mère, qui ne veut pas qu'il finisse par travailler dans les champs, destin probable de la plupart de sa classe. Medouze disparaît et José le trouve mort dans un champ de canne. Afin de gagner son propre déjeuner, Jose est amené à faire des travaux ménagers pour une femme qui vit près de l'école, ce qui l'amène à être en retard à plusieurs reprises pour les cours et à avoir des ennuis. Malgré cela, José excelle dans ses cours de français et dans son écriture.
À l'école, José se lie d'amitié avec un garçon mulâtre nommé Léopold, mais le père blanc de Léopold ne veut pas qu'il s'associe aux travailleurs du champ noir. Lorsqu'il passe devant et voit jouer José et Léopold, il ordonne à Léopold de monter dans la voiture mais, en essayant de récupérer le cheval que Léopold montait, il reçoit un coup de pied dans l'estomac, ce qui entraîne de graves blessures. Sur son lit de mort, son père refuse de reconnaître formellement Léopold comme son fils, estimant qu'un mulâtre ne doit pas porter le nom de famille. Léopold, dévasté par le rejet de son père, s'enfuit de chez lui et disparaît.
José obtient des notes élevées aux tests et obtient une bourse partielle pour fréquenter le lycée de Fort-de-France, la capitale. Une autre élève, une fille, gagne également une place à l'école, mais son père l'a déjà promise à d'autres personnes et ne lui permet pas d'y aller. José lui donne sa montre à gousset pour lui exprimer ses condoléances. Sa grand-mère l'accompagne dans la capitale, travaillant comme blanchisseuse pour les riches ménages blancs pour payer le reste des frais et leurs frais de subsistance. Ils parviennent à trouver une petite remorque à utiliser comme maison grâce à l'amie de José Carmen qui conduit le bateau entre la zone rurale et Fort-de-France.
José fait face à la pression autour de lui, notamment de la part d'un de ses professeurs. Lorsqu'il écrit un essai sur la vie des Noirs pauvres, il est accusé de plagiat, alors il s'enfuit de l'école et retourne dans sa petite cabane en ville. Le professeur se rend chez lui et dit à José qu'il a été accusé à tort, offrant des excuses et une bourse complète à l'école et des allocations. José gagne assez d'argent pour soulager Ma'Tine de son travail de blanchisseuse.
Plus tard, Jose retourne à Black Shack Alley après que sa grand-mère a eu une crise cardiaque alors qu'il rentrait chez lui d'un voyage chez un fabricant de vêtements local pour faire à Jose un nouveau costume. José voit Léopold se faire arrêter pour avoir volé le registre du patron pour prouver qu'il volait les ouvriers sur leurs gains. Alors que sa grand-mère meurt, José est lancé dans un avenir qu'il ne peut contrôler, mais continuera à écrire sur sa maison et la souffrance de ses frères.

## Fiche technique
- Titre : Rue Cases-Nègres
- Réalisation : Euzhan Palcy
- Scénario : Euzhan Palcy, avec les conseils de François Truffaut, d'après un roman éponyme de Joseph Zobel
- Musique : groupe Malavoi, Roland Louis, V. Vanderson, Brunoy Tocnay, Max Cilla, Slap-Cat
- Photographie : Dominique Chapuis
- Décors : Hiang Thanh At
- Montage : Marie-Josèphe Yoyotte
- Sociétés de production :
  - Production déléguée : SUMAFA Productions, Michel Loulergue
  - Production exécutive : Michel Loulergue, Jean-Luc Ormières
  - Coproduction : Orca production, Nef Diffusion
- Pays de production :  France
- Langue originale : français
- Format : couleurs (Fujicolor) - 35mm 1,66:1 - mono
- Budget : 3 500 000 francs
- Durée : 101 minutes
- Dates de sortie :
  - Italie : 1er septembre 1983 (Festival de Venise)
  - France : 21 septembre 1983
  - Belgique : 12 janvier 1984 (Gand)

## Distribution
- Garry Cadenat : José (l'enfant)
- Darling Legitimus : M'man Tine (la grand-mère de José)
- Douta Seck : Médouze
- Joby Bernabé : M. Saint Louis
- Marie Ange Farot : Mme Saint Louis
- Francisco Charles : Le « géreur »
- Marie-Jo Descas : la mère de Léopold
- Laurent Saint Cyr : Léopold
- Henri Melon : M. Roc (l'instituteur)
- Eugène Mona : Julien « Douze-Orteils »
- Joël Palcy : Carmen (conducteur du bateau)
- Mathieu Crico : Gesner
- Tania Hamel : Tortilla
- Maïté Marquet : Aurélie
- Dominique Arfi : La patronne de Carmen
- Emilie Blameble : Mme Fusil

## Distinctions
- En 1983, Euzhan Palcy obtient le Lion d'argent spécial pour la meilleure première œuvre à la 40e Mostra de Venise. Darling Légitimus remporte quant à elle la Coupe Volpi de la meilleure actrice pour le rôle de M'man Tine.
- En 1984, la réalisatrice obtient le César de la meilleure première œuvre.
- En 1985, le film a obtenu le Prix du public au 9e Festival panafricain du cinéma et de la télévision de Ouagadougou.